# Wonder Woman 1984: Nữ thần chiến binh
Wonder Woman 1984: Nữ thần chiến binh (tên gốc tiếng Anh: Wonder Woman 1984 hoặc WW84) là phim siêu anh hùng của Mỹ dựa trên nhân vật Wonder Woman của DC Comics, được phát hành bởi Warner Bros. Pictures. Đây là phần hai của phim Wonder Woman ra mắt vào năm 2017 và là bộ phim thứ chín trong Vũ trụ Điện ảnh DC (DCEU). Bộ phim được đạo diễn bởi Patty Jenkins, đồng thời bà cũng sẽ đảm đương công việc viết kịch bản cùng với Geoff Johns và David Callaham, dựa trên cốt truyện viết bởi Johns và Jenkins. Gal Gadot một lần nữa sẽ vào vai chính, cùng với đó là dàn diễn viên bao gồm Chris Pine, Kristen Wiig, Pedro Pascal, Connie Nielsen và Robin Wright. Đây sẽ là bộ phim live-action thứ tư có sự xuất hiện của nữ thần chiến binh Amazon, sau các phim Batman v Superman: Dawn of Justice (2016), Wonder Woman (2017) và Justice League (2017), và cũng là phim điện ảnh thứ hai xoay quanh nhân vật này.
Cuộc tranh luận về phần tiếp theo của phim đã được diễn ra rất nhanh sau khi phần một được khởi chiếu vào tháng 6 năm 2017, và quyết định làm bộ phim đã được chấp thuận trong vòng một tháng. Bộ phim bắt đầu khởi quay vào tháng 6 năm 2018 tại phim trường Leavesden của Warner Bros. ở Anh, ngoài ra phim cũng được quay tại một số địa điểm khác như Washington, D.C. và Bắc Virginia, Mỹ; London và Duxford, Anh; Tenerife và Fuerteventura tại Quần đảo Canaria, Almería, Andalucía, Tây Ban Nha. Bộ phim sẽ đóng máy vào tháng 12 năm 2018.
Wonder Woman 1984 được Warner Bros. Pictures dời lịch công chiếu tại Mỹ dưới định dạng RealD 3D, Dolby Cinema và IMAX 3D vào ngày 25 tháng 12 năm 2020 (do đại dịch Covid-19) so với lịch chiếu ban đầu là ngày 5 tháng 6 năm 2020.

## Cốt truyện

### Giới thiệu
Diana Prince đối mặt với một cuộc xung đột lạ kỳ giữa Mỹ với Liên bang Xô Viết trong thời kỳ Chiến tranh Lạnh của thập niên 1980 mà sau này là do tham vọng của doanh nhân Maxwell Lord gây ra khi gã sử dụng viên đá mơ ước (Dreamstone) để làm cho thế giới cuồng loạn trong những ước mơ, và cô phải chiến đấu với một kẻ thù mới là Cheetah vốn là bạn thân của cô. Phim bắt đầu bằng cảnh khi còn nhỏ, Diana tham gia một cuộc thi thể thao nhiều môn phối hợp trên đảo Themyscira với những người lớn tuổi hơn. Cô đã chơi ăn gian nhưng sau đó bị mẹ là Nữ hoàng Hippolyta, và dì Antiope đã giảng cho cô về tầm quan trọng của sự thật.
Năm 1984, Diana làm việc với tư cách là nhà nhân chủng học cấp cao tại Viện Smithsonian ở Washington, D.C., chuyên nghiên cứu về văn hóa của các nền văn minh Địa Trung Hải cổ đại. Diana tiếp tục chiến đấu với tội phạm trong vai trò Wonder Woman. Diana gặp một đồng nghiệp mới, Barbara Ann Minerva, một người phụ nữ hướng nội nhưng thần tượng Diana và cố gắng kết thân với cô. Doanh nhân Maxwell Lord, một người đầy khát vọng và khao khát vươn đến thành công và sự thành đạt trong cuộc sống, lập ra Hợp tác xã Vàng Đen, gã đã đến thăm Smithsonian để tìm kiếm viên đá ước nguyện (Dreamstone) bí ẩn dường như ban điều ước khi tiếp xúc với bất kỳ người dùng nào và từ đó câu chuyện bắt đầu.

### Cốt truyện
Lúc còn nhỏ, Diana Prince từng tham gia một cuộc thi thể hiện kỹ năng cùng với những nữ chiến binh Amazon lớn tuổi hơn trên hòn đảo Themyscira, cuộc thi được quan sát bởi mẹ cô, Nữ hoàng Hippolyta. Sau khi ngã khỏi ngựa, Diana đã đi đường tắt để nhảy lên chú ngựa và tiếp tục cuộc thi. Trước khi Diana có thể chiến thắng, dì Antiope đã ngăn cản cô và nói rằng "không có anh hùng đích thực nào sinh ra từ sự dối trá".
Năm 1984, 66 năm sau phần phim đầu tiên, Diana làm nhà phân tích nhân loại học ở Viện Smithsonian tại Washington, D.C., cô cũng thường đi truy bắt tội phạm với biệt danh Wonder Woman. Diana gặp đồng nghiệp mới là Barbara Ann Minerva, người rất ngưỡng mộ Diana nhưng cũng đố kỵ với cô. Sau khi Diana hạ gục một băng cướp trong khu thương mại, FBI đã nhờ Barbara nhận dạng một số cổ vật từ vụ cướp. Diana và Barbara đều chú ý đến một viên đá gọi là "Dreamstone" có dòng chữ tiếng Latinh.
Diana vô tình sử dụng viên đá Dreamstone bằng cách ước cho người yêu mình là Steve Trevor sống lại, linh hồn anh ta trở lại thật sự và nhập vào thân xác người đàn ông khác. Sau khi được Diana giải cứu khỏi một gã say xỉn, Barbara ước rằng bản thân cô sẽ mạnh mẽ và quyến rũ giống Diana. Doanh nhân Maxwell Lord đến Viện Smithsonian dưới vỏ bọc một nhà tài trợ giàu có, tỏ vẻ muốn lấy viên đá Dreamstone với hi vọng cứu công ty dầu sắp phá sản của gã. Maxwell sau đó ăn cắp viên đá từ văn phòng của Barbara. Gã ước rằng chính mình trở thành hiện thân của viên đá và bắt đầu có khả năng ban điều ước cho mọi người, đổi lại gã sẽ lấy bất cứ thứ gì gã muốn từ mọi người.
Maxwell trở thành nhân vật nổi tiếng và hùng mạnh khi liên tục để lại nhiều vụ hỗn loạn tại nhiều nơi. Diana, Steve và Barbara khám phá ra viên đá Dreamstone được tạo ra bởi Dolos, vị thần của dối trá, phản bội và xảo quyệt. Viên đá sẽ ban điều ước cho mọi người, nhưng nó sẽ lấy một điều gì đó quan trọng trong cuộc đời họ, cách duy nhất để mọi thứ trở lại như cũ là hoàn trả điều ước hoặc phá hủy viên đá. Steve nhận ra sự tồn tại của anh đã khiến Diana bị mất đi một phần sức mạnh. Barbara giờ đây đã không còn tấm lòng thánh thiện, nhưng có được sự quyến rũ và sức mạnh phi thường.
Càng ban điều ước cho người khác, sức khỏe của Maxwell càng bị giảm sút nghiêm trọng. Diana và Steve định bắt giữ Maxwell nhưng Barbara đã ngăn cản cả hai, giải thoát cho Maxwell. Steve thuyết phục Diana hoàn trả điều ước và để anh ra đi, Diana đau khổ làm theo lời Steve, nhờ vậy cô lấy lại được sức mạnh và khám phá ra khả năng bay. Diana về nhà lấy bộ áo giáp vàng của nữ chiến binh Amazon huyền thoại Asteria rồi mặc vào người. Lúc này Maxwell đã đến trụ sở vệ tinh của chính phủ Mỹ để phát trực tiếp hình ảnh của gã, gã tuyên bố sẽ ban điều ước cho toàn thể loài người. Diana đến trụ sở vệ tinh và giao chiến với Barbara, người mang ngoại hình báo săn sau khi ước mình trở thành động vật ăn thịt đầu bảng. Lần này Diana đã đánh bại Barbara.
Diana sử dụng Dây thừng Sự thật để chuyển lời đến người dân trên khắp thế giới thông qua Maxwell, cô thuyết phục họ hoàn trả điều ước. Cô cũng cho Maxwell thấy hình ảnh thời thơ ấu bất hạnh của gã, sau đó là con trai gã đi lang thang trên đường phố giữa những vụ hỗn loạn do gã tạo ra. Vì quá xúc động, Maxwell quyết định hoàn trả điều ước của chính gã và quay về bên con trai, gã hứa sẽ là người bố tốt hơn. Người dân trên thế giới đồng loạt từ bỏ điều ước, mọi thứ ổn định lại như cũ.
Nhiều tháng sau, Diana gặp được người đàn ông mà linh hồn Steve từng nhập vào, giúp cô nở nụ cười đầu tiên sau khoảng thời gian đau buồn kể từ ngày Steve ra đi. Cô vẫn là một nữ siêu anh hùng trông coi và bảo vệ thế giới. Trong khi đó, nữ chiến binh Asteria được tiết lộ rằng đang bí mật sống trong thế giới loài người.

## Diễn viên
- Gal Gadot trong vai Diana Prince / Wonder Woman: Một Á thần bất tử, công chúa và chiến binh của tộc người Amazon. Diana là con gái của Hippolyta, nữ hoàng người Amazon của Themyscira, và Zeus, vua của các Cựu Thần Olympian.[5]
- Chris Pine trong vai Steve Trevor: Một phi công người Mỹ đem lòng yêu Diana, anh được cho là đã hi sinh trong Chiến tranh thế giới thứ nhất.[6]
- Kristen Wiig trong vai Barbara Ann Minerva / Cheetah: Một nhà khảo cổ học người Anh, trong một chuyến khảo cổ thành phố thất lạc Urzkartaga và bất ngờ bị kéo vào một nghi lễ cổ xưa tại đây, cô đã trở thành vật chủ của nữ thần Cheetah.[7][8][9]
- Connie Nielsen trong vai Hippolyta: Nữ hoàng của Themyscira và mẹ của Diana.[10]
- Robin Wright trong vai Antiope: Chị gái của Hippolyta, tướng quân của quân đội Amazon và là dì của Diana.[10]
- Pedro Pascal trong vai Maxwell Lord: Một nam doanh nhân nổi tiếng chuyên quảng cáo những thông tin thương mại trên TV.[11][12]

Bên cạnh đó, Natasha Rothwell, Ravi Patel, Gabriella Wilde, Kristoffer Polaha và nữ diễn viên nhí Oakley Bull cũng góp mặt trong dàn diễn viên của bộ phim.

## Âm nhạc
Vào ngày 22 tháng 8 năm 2018, Hans Zimmer được thông báo sẽ là người sáng tác nhạc cho bộ phim Wonder Woman 1984. Zimmer trước đó đã thực hiện chỉ đạo âm nhạc trong các bộ phim Man of Steel và Batman v Superman: Dawn of Justice, hai phim đầu tiên trong Vũ trụ Điện ảnh DC.

## Công chiếu
Wonder Woman 1984 được Warner Bros. Pictures lên lịch công chiếu tại Mỹ dưới các định dạng RealD 3D, Dolby Cinema và IMAX 3D vào ngày 14 tháng 8 năm 2020. Trước đó, bộ phim được dự kiến sẽ ra mắt vào ngày 13 tháng 12 năm 2019, nhưng sau đó được dời sang ngày 1 tháng 11 năm 2019, sau đó là ngày 5 tháng 6 năm 2020. Do ảnh hưởng của đại dịch Covid-19 nên phim đã phải dời lại lịch công chiếu đến tháng 8 năm 2020.

## Quảng bá

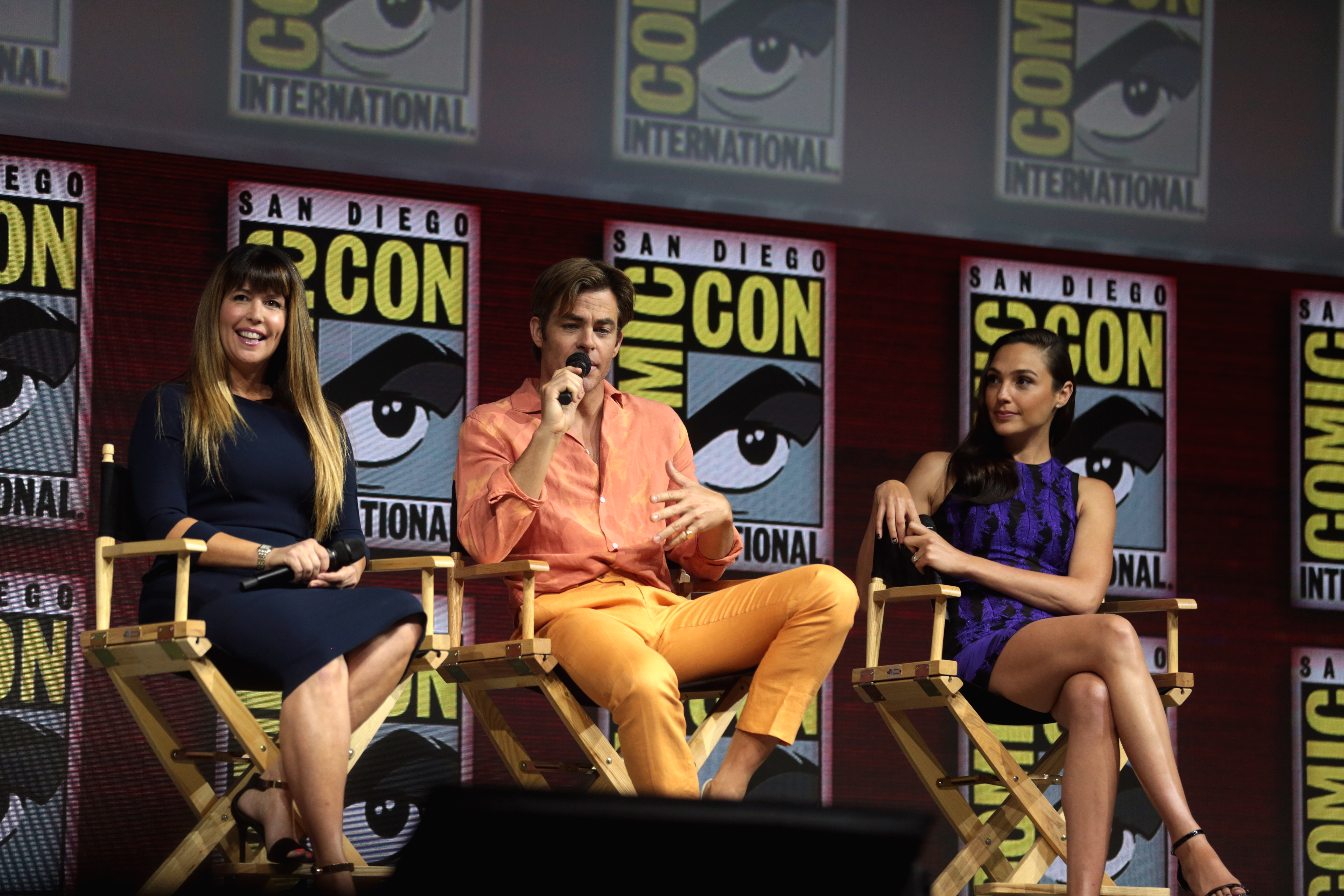
Patty Jenkins, Chris Pine, và Gal Gadot quảng bá bộ phim Wonder Woman 1984 tại sự kiện San Diego Comic-Con 2018.

Vào ngày 22 tháng 6 năm 2018, Gal Gadot được cho biết sẽ tham dự trong buổi giới thiệu về DC của Warner Bros tại sự kiện San Diego Comic-Con (SDCC) 2018, bên cạnh đó sẽ là một số cảnh trong phim sẽ được trình chiếu để phục vụ cho mục đích quảng bá. Đạo diễn Patty Jenkins và các diễn viên Gal Gadot cũng như Chris Pine đã tham dự sự kiện này vào ngày 21 tháng 7 năm 2018, tại đây, một đoạn clip ngắn của bộ phim Wonder Woman 1984 đã được hé lộ tới người xem. Những đoạn phim mới của bộ phim sau đó tiếp tục được trình chiếu trong sự kiện CinemaCon 2019 tại Las Vegas, Nevada, cho khán giả một cái nhìn đầu tiên về nhân vật của nữ diễn viên Kristen Wiig. Vào tháng 6 năm 2019, Warner Bros. đã cho một số khán giả tại châu Âu xem một vài phân cảnh trong sự kiện CineEurope ở Barcelona, Spain.
Áp phích teaser đầu tiên của bộ phim được ra mắt vào ngày 5 tháng 6 năm 2019, một năm trước ngày khởi chiếu chính thức. Vào tháng 10 năm 2019, đơn vị chủ quản thông báo rằng trailer đầu tiên của phim sẽ được mang đến cho các khán giả của Comic Con Experience CCXP 2019 vào ngày 8 tháng 12, cùng với đó là việc Gal Gadot và đạo diễn Patty Jenkins cũng sẽ tham gia sự kiện này ở São Paulo, Brazil. Cuối tháng đó, WarnerMedia Entertainment lần đầu cho ra mắt những hình ảnh mới trong phim trong buổi thuyết trình của HBO Max với báo giới. Trailer chính thức đầu tiên sau đó đúng như lời hứa, đã được ra mắt vào ngày 8 tháng 12 trong sự kiện Comic Con Experience (CCXP) và được phát trực tiếp trên toàn thế giới trong cùng thời gian thông qua Twitter. Cùng ngày, áp phích của các nhân vật Wonder Woman, Maxwell Lord, Barbara Ann Minerva và Steve Trevor đã được công bố.

## Tương lai

### Phần tiếp theo
Vào tháng 1 năm 2019, sau khi công tác quay phim chính của Wonder Woman 1984 được hoàn thành, đạo diễn và đồng kịch bản Patty Jenkins đã tuyên bố rằng nội dung phần thứ ba trong chuỗi phim về Wonder Woman đang được lên kế hoạch. Nhà làm phim này cũng cho biết nội dung phần tiếp theo sẽ lấy bối cảnh ở thời điểm hiện tại. Đến tháng 12 năm 2019, Jenkins phát biểu rằng khoảng thời gian chờ đợi cho đến phần phim thứ ba sẽ lâu hơn so với phần thứ hai.

### Ngoại truyện
Vào tháng 12 năm 2019, đạo diễn Patty Jenkins cho biết một bộ phim ngoại truyện xoay quanh Wonder Woman đang trong giai đoạn phát triển, với cốt truyện sẽ tập trung vào hòn đảo Themyscira của người Amazons. Jenkins được cho biết vẫn sẽ là nhà sản xuất chính của bộ phim này.